# La Apartada
La Apartada là một khu tự quản thuộc tỉnh Córdoba, Colombia. Thủ phủ của khu tự quản La Apartada đóng tại La Apartada y la Frontera Khu tự quản La Apartada có diện tích 241 ki lô mét vuông. Đến thời điểm ngày 28 tháng 5 năm 2005, khu tự quản La Apartada có dân số người.